# Podatek kwotowy
Podatek kwotowy – podatek określony jako pewna stała kwota naliczana od każdej sprzedanej jednostki dobra.
Przykłady podatku kwotowego:
- podatek od gruntów
- podatek od posiadania psa
- pogłówne
- taksa klimatyczna